# Interfície (Star Trek: La nova generació)
"Interfície" (títol original en anglès "Interface") és el tercer episodi de la setena temporada, i el 155è de tota la sèrie, de la sèrie de televisió de ciència-ficció estatunidenca Star Trek: La nova generació. Es va emetre originalment el 4 d'octubre de 1993 en redifusió als Estats Units. Fou dirigit per Robert Wiemer amb un guió escrit per Joe Menorsky
Ambientada al segle XXIV, la sèrie segueix les aventures de la tripulació de la nau de la Flota Estel·lar de la Federació Enterprise-D sota el comandament del capità Jean-Luc Picard. En aquest episodi Geordi La Forge utilitza una interfície experimental amb el seu VISOR per intentar contactar amb la seva mare desapareguda, una capitana de la Flota Estel·lar.
Aquest episodi destaca per presentar part de la família de Geordi i també per explorar les interfícies home-màquina.

## Guió
L'episodi va evolucionar a partir d'una idea suggerida per Joe Menosky durant la producció de la cinquena temporada. La història tractava de Riker afrontant la mort del seu pare tornant a la seva casa d'infantesa a Alaska utilitzant un vestit de realitat virtual. Quan Joe Menosky va anar a Europa, l'equip de guionistes li va permetre continuar treballant i li va donar la tasca de desenvolupar alguna cosa al voltant de la idea de "la mare de Geordi", ja que era l'únic personatge principal la vida familiar del qual no s'havia explorat en detall. Durant aquest període va haver de comunicar-se per FedEx i faxos, cosa que va dificultar el desenvolupament. La idea de la mare de Geordi va ser emocionant per a l'equip de guionistes, perquè no hi havia hagut gaire desenvolupament de relacions familiars per al personatge de Geordi. Mentrestant, Menosky volia fer alguna cosa que impliqués una interfície ment-màquina.
L'escena on Riker i Geordi parlen sobre la pèrdua dels pares va ser escrita per Jeri Taylor, que es va afegir quan la durada de l'episodi era massa baixa.
L'episodi utilitza una convenció on es mostra Geordi en lloc de la sonda amb la qual s'està interactuant. El director Robert Wiemer va declarar que hauria estat "emocionalment poc gratificant" mostrar la sonda i després tallar sovint a Geordi per a les imatges de reacció.

## Càsting
Madge Sinclair interpreta la mare de Geordi i Ben Vereen interpreta el seu pare. Madge Sinclair havia actuat anteriorment a la franquícia Star Trek a la pel·lícula de 1986 Star Trek 4: Missió salvar la Terra, també com a capitana de la Flota Estel·lar. Levar Burton, Sinclair, i Vereen van aparèixer a la minisèrie Roots.

## Argument
Al principi de l'episodi, l'enginyer en cap Geordi La Forge, el tinent comandant Data i la directora mèdica Beverly Crusher estan provant una interfície que permet a La Forge utilitzar els circuits compatibles amb VISOR del seu cervell juntament amb un vestit de realitat virtual per controlar una sonda per control remot. D'aquesta manera, La Forge pot utilitzar la sonda per entrar a zones que serien massa perilloses perquè hi entrin els membres de la tripulació. Quan les proves s'han completat, La Forge és informat que la nau que comandava la seva mare ha desaparegut i que tots els que hi eren a bord es presumeixen morts.
La Forge utilitza la interfície per controlar remotament la sonda i buscar supervivents a l'USS Raman que està atrapat a l'atmosfera d'un gegant gasós. Descobreix que no queda ningú viu a la nau, però creu que s'hi va trobar amb la seva mare. L'ús continuat de la sonda aviat exposa La Forge a nivells poc saludables d'estimulació neuronal.
La Forge està convençut que la seva mare era a la nau i vol utilitzar la sonda per comunicar-se amb ella. Però la Dr. Crusher i el Capità Picard es neguen a permetre-li tornar a utilitzar el vestit d'interfície. La Forge decideix utilitzar el vestit de totes maneres. Mentre està en contacte amb la sonda, es troba de nou amb l'ésser que sembla ser la seva mare, però s'assabenta que en realitat és una forma de vida nativa del gegant gasós. Aquest ésser convenç a La Forge perquè porti la nau més a prop del planeta, de manera que ella i altres com ella atrapats a la nau puguin tornar a casa.
Després de ser reprès per Picard per la seva desobediència, La Forge conclou que la seva mare és de fet morta, i que tot li havia semblat tan real que havia pensat que tenia l'oportunitat de dir-li adéu.

## Artistes convidats
- Madge Sinclair - Capt. Silva La Forge
- Warren Munson - Almirall Marcus Holt
- Ben Vereen - Comandant Edward M. La Forge

## Recepció

### Resposta de la crítica
Keith DeCandido va qualificar "Interfície" a "tor.com" el 2013 com un episodi lleugerament per sota de la mitjana de "Star Trek: La nova generació". Va considerar que LeVar Burton no va interpretar especialment bé el paper del fill que tem per la seva mare. També va trobar la història poc original, ja que hi ha éssers desconeguts que posen en perill els humans tot i que en realitat no pretenen haver estat vistos en nombrosos episodis anteriors. DeCandido va destacar positivament l'actuació de Madge Sinclair. Li hauria agradat veure més escenes amb ella com la veritable Silva La Forge en lloc del seu doble alienígena.
Zack Handlen de The A.V. Club va escriure a la seva crítica: "Tenia curiositat per veure quin tipus d'energia [Ben Vereen aportaria] a la sèrie. ... No és una escena terrible, però no n'hi ha gaire; i aquesta és l'única aparició que fa Vereen. ... sembla un malbaratament. Com tota la resta d'aquest episodi." Jamahl Epsicokhan de Jammer's Reviews va escriure a la seva crítica: "'Interfície', tot i que no és fantàstica ni innovadora, és un pas significatiu respecte a les dues primeres sortides mediocres de la setena temporada: molt més centrada, molt menys desordenada i amb una veritable motivació dels personatges al centre."

## Novel·la
L'episodi tenia un spin-off escrit sobre el destí de la nau espacial de la Federació USS Hera; el llibre Indistinguishable from Magic de David A. McIntee. 

## Attrezzo
El vestit de sensors de Geordi d'aquest episodi es va vendre a la subhasta 40 Years of Star Trek: The Collection de Christie's el 2006.

## Llançament
"Interfície" i "Estratagema, Part I" es van publicar en VHS junts en un casset (número de catàleg VHR 2857).
"Interfície" i "Estratagema, Part I" es van publicar en LaserDisc als EUA el 2 de febrer de 1999, emparellats en el mateix disc de doble cara (NTSC vídeo).
"Interfície" es va publicar com a part de les col·leccions de la temporada 7 de TNG en format DVD i Blu-Ray. La setena temporada de TNG, que conté aquest episodi, es va publicar en disc Blu-ray el gener de 2015.